# 乌戈·皮尼奥蒂
乌戈·皮尼奥蒂（義大利語：Ugo Pignotti，1908年11月19日—1989年1月7日），意大利男子击剑运动员。他曾获得1928年夏季奥运会男子花剑团体金牌和1932年夏季奥运会男子花剑团体、佩剑团体银牌。